# Rowoon
Đây là một tên người Triều Tiên, họ là Kim.
Kim Seok-woo (tiếng Hàn: 로운; sinh ngày 7 tháng 8 năm 1996), được biết đến nhiều hơn với nghệ danh Rowoon, là một nam ca sĩ, diễn viên và người mẫu người Hàn Quốc. Anh là cựu thành viên của nhóm nhạc K-pop nam SF9 với vai trò hát chính. Anh ấy hiện đang hoạt động với tư cách là một diễn viên, được biết đến nhiều nhất với các vai diễn trong loạt phim truyền hình Vô tình tìm thấy Haru (2019) và Luyến mộ (2021), anh ấy đã giành được một số giải thưởng cho diễn xuất của mình trong loạt phim này.

## Tiểu sử

### Giáo dục
- Trường mẫu giáo Caritas (까리따스유치원) – Đã tốt nghiệp
- Trường tiểu học Seoul Daehyeon (서울대현초등학교) – Đã tốt nghiệp
- Trường trung học cơ sở Hwimoon (휘문중학교) – Đã tốt nghiệp
- Trường trung học phổ thông Gyeonggi (경기고등학교) – Đã tốt nghiệp
- Đại học Kyunghee Cyber (경희사이버대학교) – Học tập

## Sự nghiệp

### 2013–2014: Trước khi ra mắt
Anh được giới thiệu là thực tập sinh trong chương trình thực tế Cheongdam-dong 111 của FNC Entertainment.

### 2015–2016: Ra mắt với SF9
Năm 2015, anh là thành viên của nhóm trước khi ra mắt, "Neoz School", trực thuộc FNC Entertainment với tư cách là thành viên của nhóm có tên Neoz. Vào tháng 5 năm 2016, anh tham gia với tư cách là thành viên của "Neoz Dance" trong chương trình sinh tồn dob (Dance or Band) của FNC Entertainment, cạnh tranh với Neoz Band (sau này gọi là Honeyst). "Neoz Dance" đã giành chiến thắng trong cuộc thi với 51% phiếu bầu và nhận được cơ hội ra mắt. Anh ra mắt cùng nhóm nhạc SF9 vào tháng 10/2016 với đĩa đơn Fanfare.

### 2017–present: Hoạt động solo, nổi tiếng, dừng hoạt động với SF9
Sự nghiệp diễn xuất phim truyền hình của anh bắt đầu từ bộ phim School 2017 của đài KBS2 với một vai phụ nhỏ. Sau khi xuất hiện, anh dần bắt đầu nhận được những vai diễn lớn hơn. Vào tháng 3 năm 2018, anh được xác nhận sẽ tham gia bộ phim About Time của tvN với vai anh trai của nữ chính. Vào tháng 7 năm 2018, anh đã được xác nhận sẽ tham gia bộ phim Where Stars Land của SBS, trong đó anh được đề cử cho giải nam diễn viên mới.
Vào ngày 9 tháng 5 năm 2019, Rowoon đã được xác nhận sẽ vào vai nam chính trong bộ phim giả tưởng học đường của đài MBC, Vô tình tìm thấy Haru dựa trên webtoon Daum đình đám July Found by Chance. Sau khi nhận được vai Haru, sự nổi tiếng của Rowoon tăng vọt, đưa anh trở thành ngôi sao. Anh ấy đã được đề cử tại Giải thưởng Phim truyền hình MBC 2019 cùng với các bạn diễn Kim Hye-yoon và Lee Jae-wook, cho giải cặp đôi đẹp nhất và được trao giải nam diễn viên mới xuất sắc nhất. On May 10, 2019, Rowoon was featured in NC.A's music video, "Awesome Breeze" (밤바람).
Vào tháng 4 năm 2020, có thông tin tiết lộ rằng anh ấy sẽ lồng tiếng cho Branch trong bản lồng tiếng Hàn Quốc của bộ phim hoạt hình Trolls World Tour. Vào ngày 25 tháng 5 năm 2020, FNC Entertainment xác nhận Rowoon sẽ đóng vai chính trong bộ phim truyền hình đài JTBC, She Will Never Know, dựa trên webtoon cùng tên.
Năm 2021, Rowoon đóng vai nam chính trong bộ phim cổ trang Luyến mộ công chiếu vào tháng 10 năm 2021. Cuối năm 2021, Rowoon trở thành MC cho KBS Song Festival 2021 cùng với Cha Eun-woo và Kim Seol-hyun. Năm 2022, anh đóng vai chính trong bộ phim giả tưởng, Tomorrow của đài MBC.
Rowoon đóng vai chính trong bộ phim truyền hình giả tưởng Destined With You phát sóng trên JTBC từ ngày 23 tháng 8 đến ngày 12 tháng 10 năm 2023. Anh cũng đóng vai chính trong bộ phim truyền hình cổ trang The Matchmakers phát sóng trên KBS2 từ ngày 30 tháng 10 đến ngày 25 tháng 12 năm 2023.

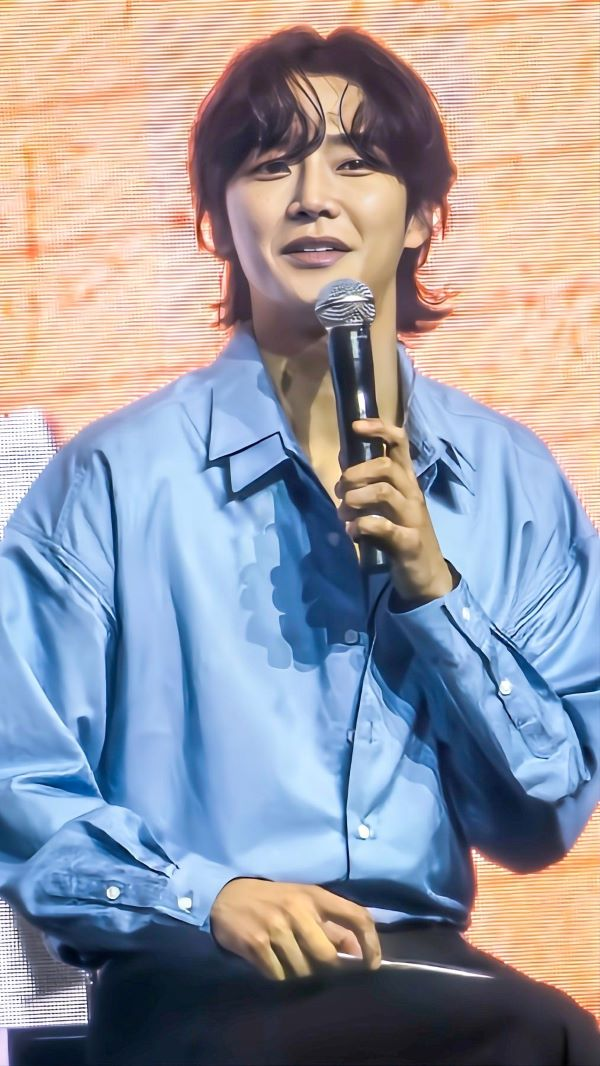
Rowoon in January 2024

Vào ngày 18 tháng 9 năm 2023, FNC thông báo Rowoon sẽ tạm dừng các hoạt động nhóm với SF9 để tập trung vào sự nghiệp diễn xuất khi vẫn ở lại công ty.

## Danh sách đĩa nhạc

### Singles
| Tựa Đề                      | Năm  | Album               | Nguồn  |
| --------------------------- | ---- | ------------------- | ------ |
| "No Goodbye In Love" (안녕) | 2021 | Luyến mộ OST phần 7 | [ 14 ] |

## Sự nghiệp diễn xuất

### Phim điện ảnh
| Năm  | Tựa Phim                                      | Vai Diễn | Nguồn  |
| ---- | --------------------------------------------- | -------- | ------ |
| 2020 | Quỷ lùn tinh nghịch: Chuyến lưu diễn thế giới | Branch   | [ 15 ] |

### Phim truyền hình
| Năm  | Tựa Phim                       | Vai Diễn           | Ghi chú                   | Nguồn  |
| ---- | ------------------------------ | ------------------ | ------------------------- | ------ |
| 2017 | School 2017                    | Kang Hyun-il/Issue |                           | [ 16 ] |
| 2018 | Modulove                       |                    | Khách mời (tập 8)         |        |
| 2018 | About Time                     | Choi Wee-jin       |                           | [ 17 ] |
| 2018 | Where Stars Land               | Ko Eun-sub         |                           | [ 18 ] |
| 2019 | Vô tình tìm thấy Haru          | Ha-ru              |                           | [ 19 ] |
| 2020 | Tìm em trong ký ức             | Joo Yeo-min        | Khách mời (tập 1)         | [ 20 ] |
| 2020 | Phải chăng ta đã yêu?          | Rowoon             | Khách mời với SF9 (tập 6) | [ 21 ] |
| 2021 | Tiền bối, đừng đánh màu son đó | Chae Hyun-seung    |                           | [ 22 ] |
| 2021 | Luyến mộ                       | Jung Ji-woon       |                           | [ 23 ] |
| 2022 | Tomorrow                       | Choi Joon-woong    |                           | [ 24 ] |
| 2023 | Destined With You              | Jang Shin-yu       |                           | [ 25 ] |
| 2023 | The Matchmakers                | Shim Jung-woo      |                           | [ 26 ] |

### Phim chiếu mạng
| Năm  | Tựa Phim          | Vai Diễn | Ghi chú           | Nguồn         |
| ---- | ----------------- | -------- | ----------------- | ------------- |
| 2016 | Click Your Heart  | Rowoon   |                   | [ 27 ]        |
| 2023 | A Time Called You | Tae-ha   | Khách mời (tập 8) | [ 28 ] [ 29 ] |

### Chương trình truyền hình
| Năm       | Chương Trình                | Ghi Chú                                | Nguồn  |
| --------- | --------------------------- | -------------------------------------- | ------ |
| 2013–2014 | Cheongdam-dong 111          |                                        |        |
| 2016      | d.o.b: Dance or Band        |                                        |        |
| 2016      | Lipstick Prince             | Mùa 1                                  |        |
| 2017      | Lipstick Prince             | Mùa 2                                  |        |
| 2018      | Law of the Jungle           | Tại Patagonia (tập 305–310)            |        |
| 2018      | King of Mask Singer         | Vai Owl (tập 163)                      |        |
| 2018      | Cafe Amor                   | Với Yoo In-na, Lee Juck, Yang Se-hyung | [ 30 ] |
| 2021      | Kingdom: Legendary War      | Với SF9                                |        |
| 2022      | The Idol Band: Boy's Battle | Với Nako Yabuki                        | [ 31 ] |
| 2022      | House on Wheels             | Mùa 4                                  | [ 32 ] |

### Dẫn chương trình
| Năm  | Chương Trình                          | Ghi Chú                          | Nguồn         |
| ---- | ------------------------------------- | -------------------------------- | ------------- |
| 2021 | KBS Song Festival                     | Với Kim Seol-hyun và Cha Eun-woo | [ 33 ]        |
| 2022 | Music Bank World Tour: Chile          |                                  | [ 34 ]        |
| 2023 | 2023 Music Bank Global Festival Japan | Với Go Min-si, và Lee Young-ji   | [ 35 ] [ 36 ] |
| 2023 | 2023 Music Bank Global Festival Korea | Với Jang Won-young               | [ 35 ] [ 36 ] |
| 2023 | Giải thưởng Phim truyền hình KBS      | Với Jang Sung-kyu và Seol In-ah  | [ 37 ]        |

## Giải thưởng và đề cử

### Giải thưởng
| Năm                           | Giải Thưởng | Hạng Mục                                | Tác Phẩm Đề Cử        | Kết Quả   | Nguồn  |
| ----------------------------- | ----------- | --------------------------------------- | --------------------- | --------- | ------ |
| APAN Music Awards             | 2020        | Entertainer of the Year – Male          |                       | Đề cử     |        |
| APAN Star Awards              | 2022        | Excellence Award, Actor in a Miniseries | Luyến mộ              | Đề cử     | [ 38 ] |
| APAN Star Awards              | 2022        | Popularity Star Award, Actor            | Luyến mộ              | Đề cử     | [ 39 ] |
| APAN Star Awards              | 2023        | Best Couple                             |                       | Đề cử     | [ 40 ] |
| APAN Star Awards              | 2023        | Global Star                             |                       | Đề cử     | [ 40 ] |
| APAN Star Awards              | 2023        | Popularity Award (Actor)                |                       | Đề cử     | [ 40 ] |
| Brand Customer Loyalty Awards | 2021        | Best Male Acting Idol                   |                       | Đề cử     | [ 41 ] |
| Brand Customer Loyalty Awards | 2022        | Best Male Acting Idol                   |                       | Đoạt giải | [ 42 ] |
| Brand of the Year Awards      | 2020        | Male Actor Idol of the Year             |                       | Đoạt giải | [ 43 ] |
| Brand of the Year Awards      | 2021        | Male Actor Idol of the Year             |                       | Đề cử     | [ 44 ] |
| Grimae Awards                 | 2019        | Best New Actor                          | Vô tình tìm thấy Haru | Đoạt giải | [ 45 ] |
| KBS Drama Awards              | 2021        | Best Couple Award                       | Luyến mộ              | Đoạt giải | [ 46 ] |
| KBS Drama Awards              | 2021        | Best New Actor                          | Luyến mộ              | Đoạt giải | [ 46 ] |
| KBS Drama Awards              | 2021        | Popularity Award, Actor                 | Luyến mộ              | Đoạt giải | [ 46 ] |
| KBS Drama Awards              | 2023        | Best Couple Award                       | The Matchmakers       | Đoạt giải | [ 47 ] |
| KBS Drama Awards              | 2023        | Popularity Award (Actor)                | The Matchmakers       | Đoạt giải | [ 47 ] |
| KBS Drama Awards              | 2023        | Top Excellence Award (Actor)            | The Matchmakers       | Đoạt giải | [ 47 ] |
| Korea First Brand Awards      | 2019        | Male Idol-Actor Award                   |                       | Đoạt giải | [ 48 ] |
| Korea First Brand Awards      | 2024        | Male Actor (Rising Star)                |                       | Đoạt giải | [ 49 ] |
| MBC Drama Awards              | 2019        | Best New Actor                          | Vô tình tìm thấy Haru | Đoạt giải | [ 50 ] |
| MBC Drama Awards              | 2019        | Best One-minute Couple Award            | Vô tình tìm thấy Haru | Đề cử     | [ 51 ] |
| MBC Drama Awards              | 2022        | Excellence Award, Actor in a Miniseries | Tomorrow              | Đề cử     | [ 52 ] |
| SBS Drama Awards              | 2018        | Best New Actor                          | Where Stars Land      | Đề cử     | [ 53 ] |
| Soompi Awards                 | 2019        | Best Idol Actor Award                   | Where Stars Land      | Đề cử     |        |

### Vinh danh
| Trang  | Năm  | Danh sách                                                       | Vị trí | Nguồn         |
| ------ | ---- | --------------------------------------------------------------- | ------ | ------------- |
| Cine21 | 2021 | New Actors that will lead Korean Video Content Industry in 2022 | 5th    | [ 54 ]        |
| Forbes | 2024 | 30 Under 30 – Entertainment (Korea)                             | 1st    | [ 55 ] [ 56 ] |